# Svetla Mitkova-Sınırtaş
Svetla Ivanova Mitkova-Sınırtaş (bulgariska: Светла Иванова Миткова-Sınırtaş), född den 17 juni 1964 i Medovo i Bulgarien, är en före detta friidrottare som tävlade i kulstötning och diskuskastning.
Mitkova-Sınırtaş tävlade för Bulgarien fram till och med 1999 då hon blev turkisk medborgare. Hon var i final vid varje internationellt mästerskap från 1983 till 1997. Bäst gick det vid VM 1995 då hon slutade på tredje plats i kulstötning.

## Personliga rekord
- Kulstötning - 20,91 meter från 1987
- Diskuskastning - 69,72 meter från 1987